# بعطه
بعطه (به عربی: بعطة) یک شهرداری در الجزایر است که در استان مدیه واقع شده‌است. بعطه ۳٬۱۹۲ نفر جمعیت دارد.